# Taichung Futuro FC
Der Taichung Futuro Football Club (chinesisch 台中Futuro) ist ein Fußballverein aus Taichung in Taiwan. Aktuell spielt der Verein in der Taiwan Football Premier League, der höchsten Liga des Landes.

## Geschichte
Der Verein wurde 2016 vom japanischen Fußballspieler Yoshitaka Komori gegründet.

## Stadion
Seine Heimspiele trägt der Verein im Hsinchu County Second Stadium in Taichung aus. Das Stadion hat ein Fassungsvermögen von 1000 Personen.

## Trainerchronik
| Trainer       | Nation | von              | bis           |
| ------------- | ------ | ---------------- | ------------- |
| Toshiaki Imai | Japan  | 17. Februar 2020 | 18. Juli 2020 |
| Vom Ca-Nhum   | Taiwan | 19. Juli 2020    |               |